# A-di-đà
A-di-đà Phật (chữ Hán: 阿彌陀佛) được phiên âm từ Amitābha, hay còn được biết đến với tên gọi Amida hoặc Amitāyus (trong tiếng Sankrit Amitābha có nghĩa là ánh sáng vô lượng, Amitāyus có nghĩa là thọ mạng vô lượng, nên A-di-đà Phật được xem là đức Phật Vô Lượng Thọ, Vô Lượng Quang, Vô Ngại Quang, Thanh Tịnh Quang, Giải Thoát Quang, Bất Khả Tư Nghị Quang, Trí Huệ Quang, Siêu Nhật Nguyệt Quang hoặc Tiếp Dẫn đạo sư  (Vị thầy đạo tiếp đón chúng sinh). Trong hai tiểu thuyết Phong thần diễn nghĩa và Tây du ký có 1 nhân vật có tên này nhưng được miêu tả có ngoại hình khác. Ngài là một trong những vị Phật được thờ trong Phật giáo Đại thừa, ngụ ở tịnh độ của mình và đến thế giới này với vai trò là một thế lực cứu độ. Theo Đại Kinh A-di-đà hay Đại Kinh Sukhāvatīvyūha, trong một kiếp sống trước đây A-di-đà là một vị tăng tên là Pháp-tạng hay Dharmākara, ông nguyện khi đắc quả Phật sẽ tịnh hoá và trang nghiêm một thế giới và biến nó thành một trong những quốc độ thanh tịnh và đẹp đẽ nhất. Một khi ông hoàn toàn tỉnh giác và thành tựu lời nguyện của mình, Dharmākara sẽ trở thành Phật A-di-đà. Phật A-di-đà giờ đây đang cư ngụ tại thế giới đã tịnh hoá, gọi là Sukhāvatī (Cực lạc) tịnh độ ở phía phương Tây. Từ thế giới này Ngài sẽ đến với chúng ta, vây quanh bởi những vị bồ tát, chào mừng những chúng sinh đã khuất và dẫn họ đi tái sinh trong đất nước thanh tịnh của Ngài.
Hình ảnh của A-di-đà không hề được nhắc đến trong những tầng văn liệu cổ xưa nhất của Phật Giáo Nguyên Thủy Theravāda, nhưng vào khoảng đầu Công nguyên, danh hiệu A-di-đà xuất hiện là một vị Phật ở phía Tây trong bộ Ngũ phương Phật. Tín ngưỡng A-di-đà gần như được phát triển cùng với phương pháp hành trì thời kỳ đầu của Đại Thừa hay Mahāyāna là cầu khấn và thờ phụng "mọi vị phật" và hình tượng vài vị trong số đó đang sống ở những thế giới "thanh tịnh", xa xôi, ứng với một phương hướng chính. Huyền thoại về những lời nguyện và tịnh thổ của A-di-đà có thể được phát triển xấp xỉ với hay cạnh tranh với những tín ngưỡng tương tự của những vị Phật khác chẳng hạn như Phật A-súc-bệ hay Akṣobhya (một trong những vị Phật của ngũ phương, có tịnh-thổ nằm ở phía đông gọi là Diệu Hỷ hay Abhirati).
Dù rằng A-di-đà có nhiều phẩm chất giống với những vị Phật Đại thừa khác, nhưng A-di-đà thường được gắn với ánh chiều tà rạng rỡ, lan ra khắp mọi ngõ ngách vũ trụ mà không làm thiêu đốt hay mù loà (ở Đông Á Ngài cũng được liên kết với ánh trăng). Sự nhấn mạnh trên những phẩm chất phát quang (hay vầng hào quang) này vốn đóng một vai trò quan trọng trong văn hoá biểu tượng Đông Á, không làm thay thế hay mâu thuẫn khi kết hợp Đức A-di-đà với tôn giáo của âm thanh và tiếng nói; sự cứu hộ của Ngài được đảm bảo hay cam chắc bắng cách gọi tên Ngài, hay đúng hơn, cầu khấn danh hiệu Ngài với câu: "Nam Mô A-di-đà Phật." Thậm chí trong những đoạn văn nhấn mạnh vào hình ảnh ánh sáng như là Đại-trí-độ luận (Luận về Đại Trí tuệ Hoàn Hảo), Ngài vẫn là mẫu hình mạnh mẽ của thề nguyện và thánh danh.
A-di-đà thường được thể hiện trong ấn thiền định dhyānamudrā, có lẽ để nói đến 500 kiếp thiền định đã đưa Dharmākara đến giác ngộ. Một thủ ấn khác cũng hay được thể hiện trong tư thế đứng là ấn vô uý abhayamudrā (MUDRA của sự phòng hộ khỏi sợ hãi và nguy hiểm).

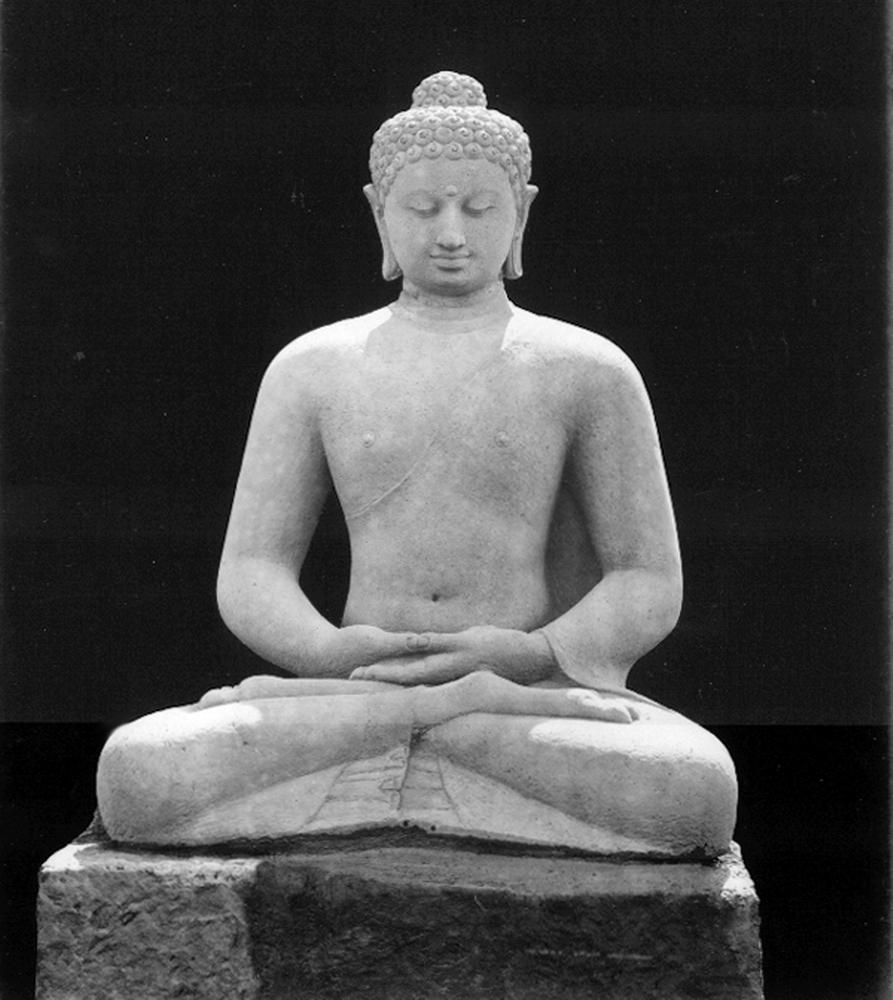
Tượng Phật A-di-đà ngồi, phía tây Borobudur (Java, Indonesia), khoảng năm. 1863-1866.

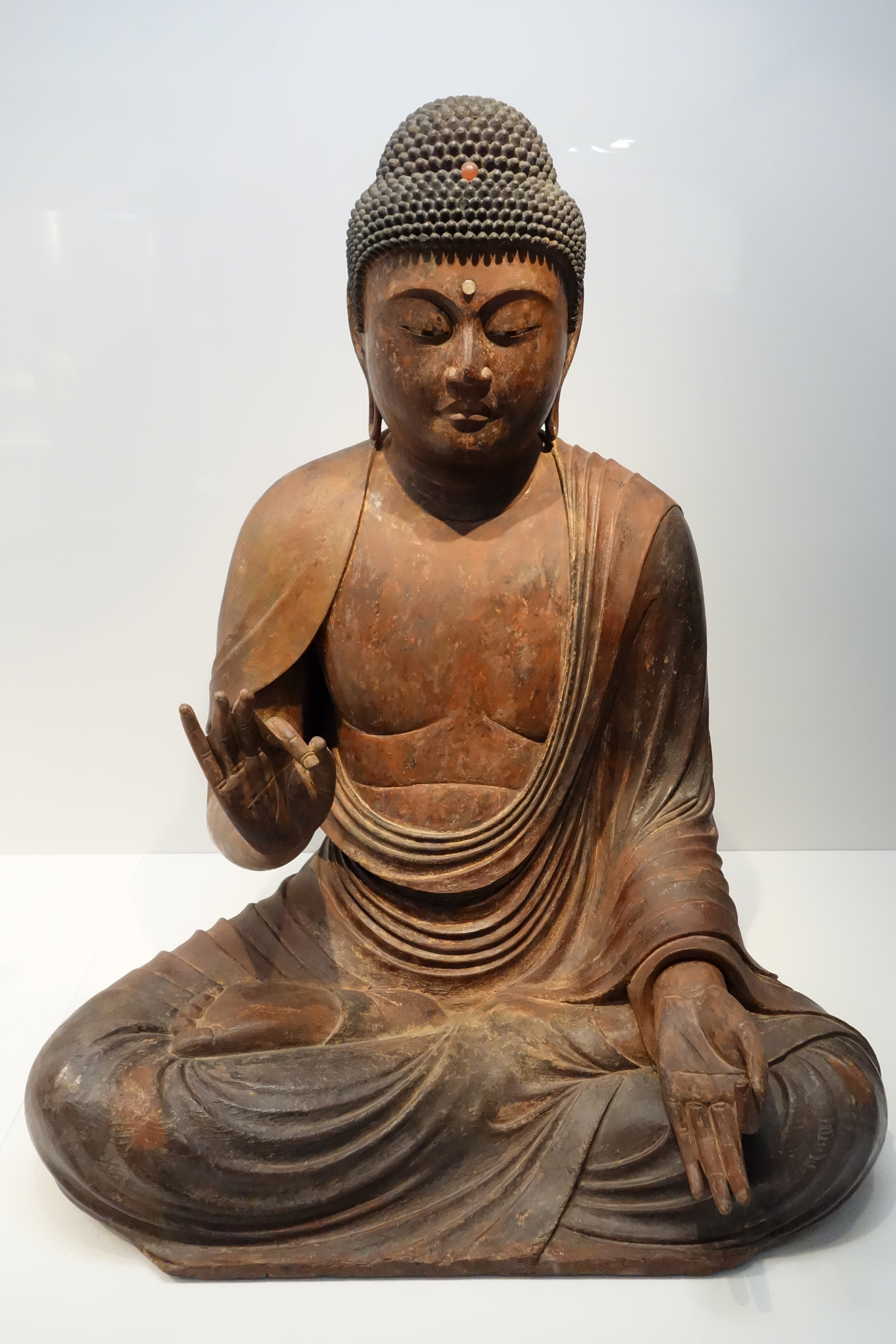
Amitabha, thời Kamakura, thế kỷ 12, 13, gỗ với vàng lá và đôi mắt dát pha lê - Bảo tàng Quốc gia Tokyo

Trong những hình thái phổ quát hoá của nó, niềm tin vào A-di-đà vẫn tiếp tục cho đến ngày này bao gồm đa dạng các phương pháp thực hành và đối tượng thờ cúng. Một niềm tin phổ thông là tin rằng tịnh thổ Sukhāvatī, được ban phước bởi 2 vị bồ tát Quán Thế Âm và Đại Thế Chí, đặc biệt là Quán Thế Âm, vốn thường được gắn với sự thỉnh nguyện hồng danh của A-di-đà, trì tụng danh hiệu ngài có thể mang bồ tát Quán Thế Âm đến cứu giúp người tụng niệm. Sự trùng lắp nhiều niềm tin và phương pháp thực hành khác nhau, giống như sự chồng chéo của những vị cứu thế và những hình tượng thiêng liêng, có lẽ đó là bối cảnh chung nhất cho sự xuất hiện của A-di-đà đó là trường hợp ở Trung Quốc, Hàn Quốc, Việt Nam và ở Phật giáo Nhật Bản ngoại trừ Phật giáo độc quyền của những cải cách Kamakura.
Nhận thức về A-di-đà như là một trong những vị cứu thế hay sự liên kết giữa niềm tin vào ông và những năng lực siêu việt của Quán Thế Âm, là những chủ đề phổ biến xuyên suốt Phật giáo Á Châu. Không phải là tự nhiên mà Panchen Lama (Ban thiền Lạt-ma) của Tây Tạng lại được xem là tái sinh của A-di-đà, trong khi vị quyền lực hơn kia ở Lhasa, Dalai Lama (Đạt-lai Lạt-ma), thì được xem là sự tái sinh của bồ tát Quán Thế Âm (dù bản thân ông đã phủ nhận điều đó).

## Tịnh độ tông

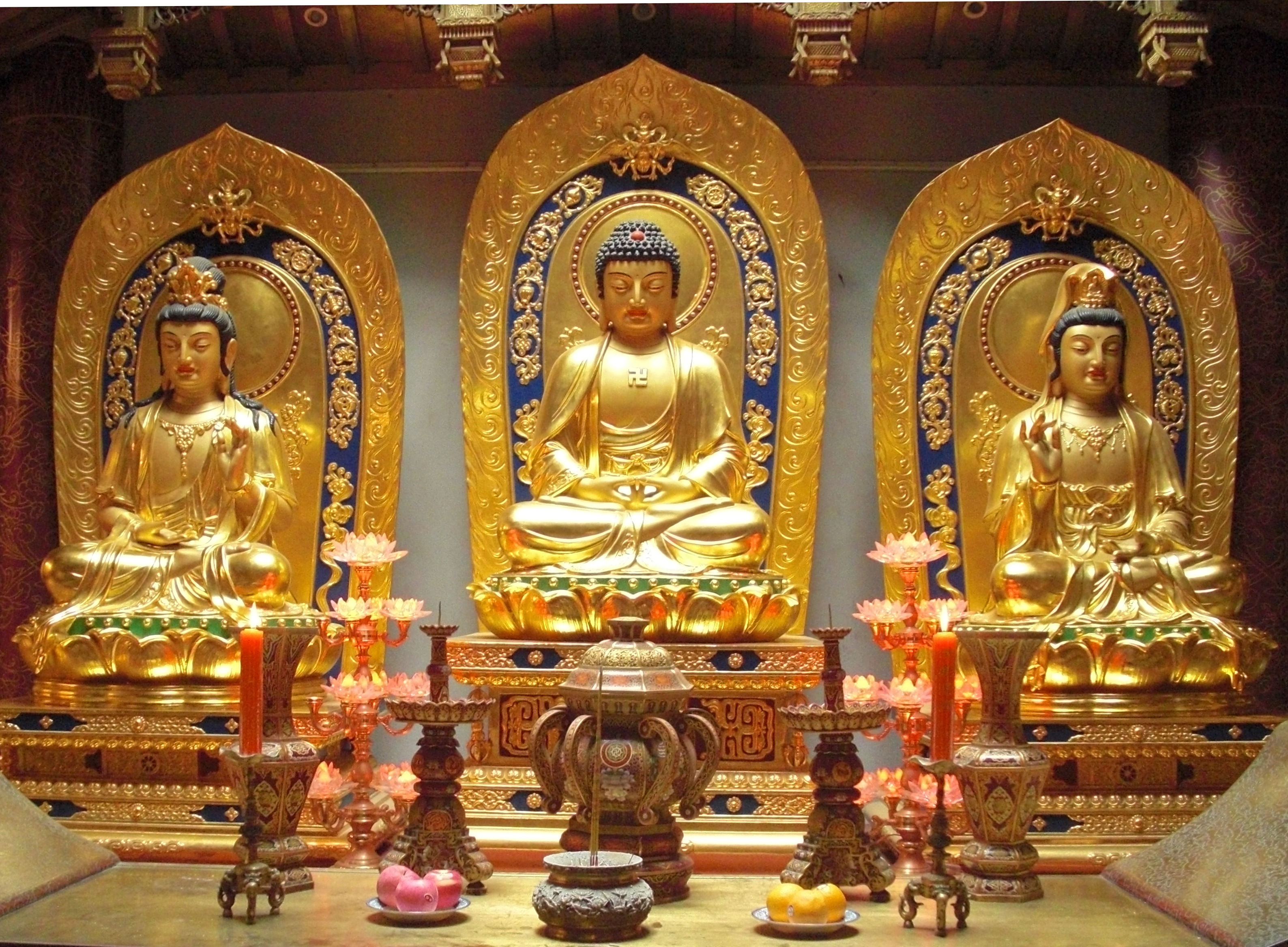
Tây Phương Tam Thánh

Những Phật tử theo Tịnh độ tông thường tụng "Nam-mô A-di-đà Phật" (Kính lễ đấng Giác ngộ vô lượng). Họ tin rằng, trong Thập Lục Quán Kinh Phật dạy: nếu chúng sinh nào niệm một lần danh hiệu của Phật A-di-đà sẽ tiêu được 8 muôn ức kiếp tội nặng. Nhưng các phái Phật giáo khác như thiền tông, Phật giáo nguyên thủy không tụng niệm câu này.
Trong Phật giáo Tây Tạng, đại sư Liên Hoa Sinh và Ban-thiền Lạt-ma được xem là một hóa thân của Đức Phật A-di-đà.
Ngoài ra, cũng có truyền thuyết cho rằng Đại Sư Vĩnh Minh Diên Thọ là hóa thân của Phật A-di-đà. Dựa trên câu chuyện này, các tín đồ Phật giáo Bắc tông nói chung và Tịnh Độ tông nói riêng lấy ngày sinh của Đại Sư Vĩnh Minh là ngày 17 tháng 11 âm lịch để tổ chức lễ vía Phật A-di-dà vào hàng năm, tuy rằng trong các kinh văn có đề cập đến lịch sử Phật A Di Đà như Kinh Vô Lượng Thọ, Kinh Đại Bổn A Di Đà... tuyệt nhiên không thấy nói chính xác ngày sinh của Phật A-di-đà.